# معادن ایران

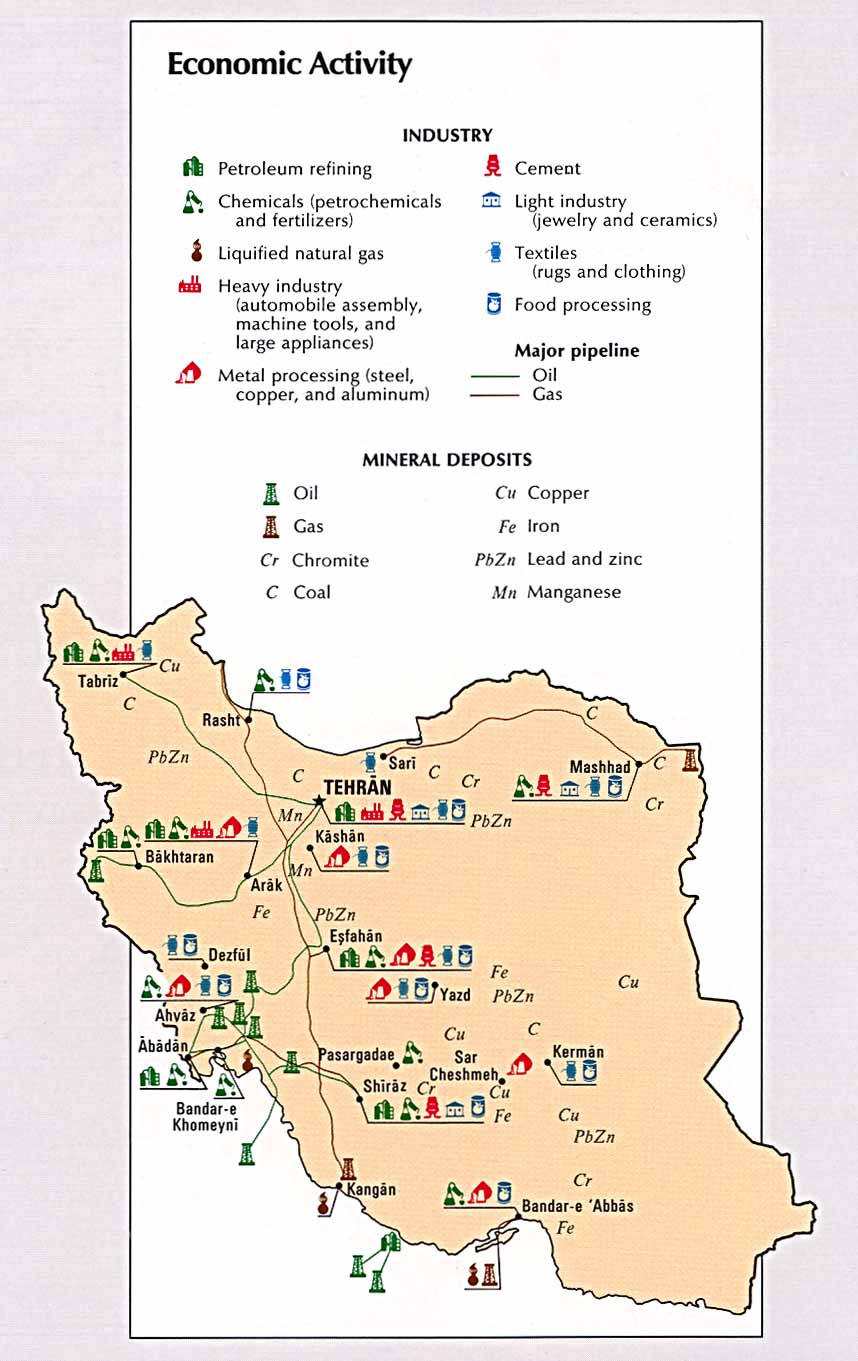
نقشه صنعت و معدن ایران

توسعه معادن در ایران هنوز در دست کار است. با این حال این کشور یکی از مهم‌ترین دارندگان مواد معدنی در جهان است. ایران با داشتن ۶۸ نوع ماده معدنی، ۳۷ میلیارد تن ذخایر اثبات شده و بیش از ۵۷ میلیارد تن ذخایر بالقوه به ارزش ۷۷۰ میلیارد دلار در سال ۲۰۱۴ در میان ۱۵ کشور بزرگ غنی از مواد معدنی قرار دارد. استخراج مواد معدنی تنها ۰٫۶ درصد در تولید ناخالص داخلی (GDP) کشور نقش دارد حتی با افزودن نقش سایر صنایع مرتبط با معدن، این رقم فقط به چهار درصد افزایش می‌یابد (۲۰۰۵) که عوامل بسیاری در این امر مؤثر بوده‌اند از جمله عدم وجود زیرساخت‌های مناسب، موانع قانونی، مشکلات اکتشاف و کنترل دولت.
مهم‌ترین معادن ایران شامل زغال‌سنگ، مواد معدنی فلزی، شن و ماسه، مواد معدنی شیمیایی و نمک است. بیشترین معادن فعال ایران در استان خراسان قرار دارند. دیگر ذخایر بزرگ ایران که عمدتاً توسعه نیافته‌اند عبارتند از: روی (بزرگ‌ترین در جهان)، مس (نهمین در جهان در سال ۲۰۱۱ به گفته مدیرعامل شرکت ملی صنایع مس ایران)، آهن (دوازدهمین در جهان در سال ۲۰۱۳ بر اساس گزارش‌های سازمان زمین‌شناسی آمریکا)، اورانیوم (دهمین در جهان) و سرب (یازدهمین در جهان).
ایران با تقریباً ۱٪ از جمعیت جهان بیش از ۷٪ از کل ذخایر معدنی جهان را در اختیار دارد.
بر پایه برآوردها در سال ۱۳۹۶، ایران در رتبه دوم گاز طبیعی در جهان با ۱٫۳٪ گاز و رتبه سوم نفت در جهان با ۱۵۸٫۷ میلیارد بشکه نفت شامل ۳٫۵٪ نفت جهان که عمر آن‌ها بیشتر از صد سال برآورد می‌شود، قرار دارد. بر پایه گزارش سال ۱۳۹۶ اعلام شد ارزش معادن ایران ۱۰۰ میلیارد دلار برآورد شده‌است که در صورت سرمایه‌گذاری این عدد افزایش می‌یابد.در مهر ۱۴۰۱ رئیس سازمان نظام مهندسی معدن ایران گفت: ایران ۷ درصد ذخایر معدنی جهان را در اختیار دارد و جزء ۱۴ کشور برتر جهان از نظر ذخایر معدنی است که ارزش ذخایر آن بیش از ۷۷۰ میلیارد دلار تخمین زده می شود.
اکثر معادن ایران محوطه باز و در سطوح جهانی هستند. مانند معدن مس سرچشمه با ۱٫۲ میلیارد تن با گرید ۰٫۷٪، معدن روی انگوران با ذخیره باقی‌مانده ۹ میلیون تن با گرید ۳۵٪، معدن روی مراغه با ۱۶۰ میلیون تن گرید ۲٪، معدن سنگ آهن سنگان با ذخیره ۱٫۲ میلیارد تن (رتبه نهم در جهان) و معدن گل گهر سیرجان با ۱ میلیارد تن (رتبه دهم در جهان).

## مسائل اقتصادی
در سالهای اخیر نزدیک به ۳۰٪ سرمایه‌گذاری کشور در زمینه معدن انجام شده‌است. در سال ۲۰۰۸، ۴۵٪ سرمایه بازار سهام در صنایع معدنی بود. در سال ۲۰۰۸ سهم بخش معدن و صنایع معدنی به بیش از پنج درصد در تولید ناخالص داخلی افزایش یافت. بیشترین حاشیه سود در میان ۱۰۰ شرکت برتر ایرانی در سال ۲۰۰۹ مربوط به بخش استخراج معادن بود که حاشیه سود آن ۵۸٪ بود، در حالیکه حاشیه سود ناخالص شرکت‌های فورچون ۵۰۰ برابر ۱۱٪ بود. در سه‌ماهه اول ۲۰۰۹-۲۰۱۰، ایران نزدیک به ۵٫۶ میلیون تن محصولات معدنی به ارزش بیش از ۱٫۲ میلیارد دلار صادر کرد. در سال‌های ۲۰۰۹–۲۰۱۰ صادرات بخش معدن به ۸٫۱۳ میلیارد دلار رسید که حدود ۳۲٪ از صادرات غیرنفتی کشور را تشکیل می‌دهد. هر ساله پس از مذاکره بین تولیدکنندگان سنگ آهن و فولاد، قیمت سنگ آهن توسط دولت تعیین می‌شود. در سال ۲۰۰۸، متوسط قیمت سنگ آهن ۵۶ دلار در هر تن تعیین شد. در حال حاضر قیمت‌های فولاد، سیمان و سنگ آهن در ایران آزاد شده‌است. در مارس ۲۰۱۲، بورس کالای ایران، آزادسازی کامل قیمت فروش فولاد خام و محصولات جانبی را اعلام کرد. ذخایر معدنی ایران بیش از ۷۷۰ میلیارد دلار ارزیابی شده‌است (۲۰۱۴).
در سال ۲۰۰۵، از ۳۱۲۵ معدن فعال، به ترتیب ۲٬۷۴۷ و ۳۷۸ معدن توسط بخشهای خصوصی و دولتی اداره می‌شدند. در سال ۲۰۱۰، ۵٬۵۷۴ معدن در ۳۰ استان کشور در حال بهره‌برداری هستند ( فعال، غیرفعال یا در حال تجهیز). میزان استخراج از این معادن در سال‌های گذشته تقریباً ۲۱۷٫۵ میلیون تن بوده‌است. در حال حاضر بیش از ۱۰۰٬۰۰۰ نفر در بخش معادن مشغول به کار هستند در حالیکه در کل ۵۰۰٬۰۰۰ نفر در بخش معدن مشغول به کار هستند. تعداد واحدهای معدنی مجزا موجود ۲۰٬۳۷۵ واحد است. شرکت ملی معدن ایران با ۰٫۶٪ از کل تولید معدن در جهان٬ بیست و سومین شرکت معدن بزرگ جهان است.
پروژه‌های اکتشافی اجرا شده توسط سازمان ملی زمین‌شناسی و اکتشافات معدنی در سه سال دوره ۲۰۰۵-۲۰۰۸، شش برابر بیشتر از رقم مربوط به مدت مشابه در دولت قبل است. از سال ۲۰۰۵، میزان مرگ و میر در حوادث معدن از یک نفر به ازای ۶ میلیوت تُن به یک نفر در ۱۰ میلیون تن تولید معدن کاهش یافته‌است.
ایران در منطقه‌ای واقع شده که کشورهای اطراف آن مانند ترکیه، عربستان سعودی و سایر کشورهای حوزهٔ خلیج فارس با توجه به آهنگ رشد و توسعهٔ اقتصادی به منابع معدنی نیاز دارند و این در حالی است که این کشورها از نظر ذخایر معدنی، بسیار فقیر هستند؛ حتی این کشورها در صنایعی مانند فولاد، سرمایه‌گذاری هم کرده‌اند اما مواد اولیهٔ آن‌ها وارداتی است؛ و ایران می‌تواند منبع خوبی برای تأمین نیازهای این کشورها که به سرعت در حال افزایش است، محسوب شود. ایران با ۱۸ درصد منابع گاز و ۹ درصد منابع نفت در میان کشورهای معدنی دنیا، موقعیت منحصربه‌فردی برای تأمین انرژی فعالیت‌های معدنی به‌خصوص در فرآوری و فلزات دارد و قیمت انرژی در ایران با توجه به منابع عمده، بعضاً تا ۵۰ درصد قیمت جهانی است و این موقعیت شرایطی را فراهم می‌کند که شرکت‌های بزرگ، کل عملیات مرتبط با معدن را از استخراج صنایع تولید فلزات به‌خصوص فولاد در ایران با قیمت تمام شده مناسب انجام دهند و به بازارهای نزدیک منطقه صادر کنند.
ایران با توجه به پتانسیل معدنی از ۷۰ سال قبل، اولین کشوری بود که تدریس رشته معدن و زمین‌شناسی را در بین کشورهای منطقه آغاز کرد و در حال حاضر بیش از ۵۰ هزار نفر مهندس و تکنسین در رشته‌های معدن، متالورژی و کارشناس زمین‌شناسی تربیت کرده‌است. این خیل عظیم نیروهای متخصص کشورهای سرمایه‌گذار را از نظر نیروی انسانی بی‌نیاز می‌کند و این در حالی است که در سایر کشورهای منطقه چنین پتانسیلی وجود ندارد. ایران از نظر حجم ذخایر قطعی و بالقوه، وجود زیربناهای مناسب، وجود بازار مناسب مصرف در ایران و کشورهای منطقه، قیمت مناسب انرژی، دسترسی به آب‌های آزاد و همچنین نیروی انسانی متخصص و تحصیلکرده بخش معدن، یکی از کشورهای بسیار شاخص جهت سرمایه‌گذاری شرکت‌های بزرگ معدنی شناخته می‌شود و در یک جمله ایران در آینده بهشت سرمایه‌گذاری معدنی شناخته خواهد شد.

## نفت و گاز
ایران، دومین ذخایر نفتی جهان یعنی ۹٪ ذخایر ثابت شده نفتی زمین معادل ۱۵۸ میلیارد بشکه (بدون در نظر گرفتن نفت دریای خزر) و نیز نخستین ذخایر گازی جهان یعنی ۱۸٪ ذخایر ثابت شده گاز طبیعی، معادل ۲۶ تریلیون متر مکعب را در اختیار خود دارد.

## کالاها
ایران با دارا بودن حدود ۶۸ نوع ماده معدنی (غیرنفتی)، ۳۷ میلیارد تن ذخایر کشف شده و ۵۷ میلیارد تن ذخایر بالقوه، در میان ۱۵ قدرت معدنی جهان جای گرفته است و یکی از کشورهای غنی از حیث دارایی‌های معدنی به حساب می‌آید. این درحالی است که تولیدات معدنی تنها ۰٫۶ درصد از تولید ناخالص داخلی این کشور را تشکیل می‌دهد.

### آهن و فولاد

#### سنگ آهن

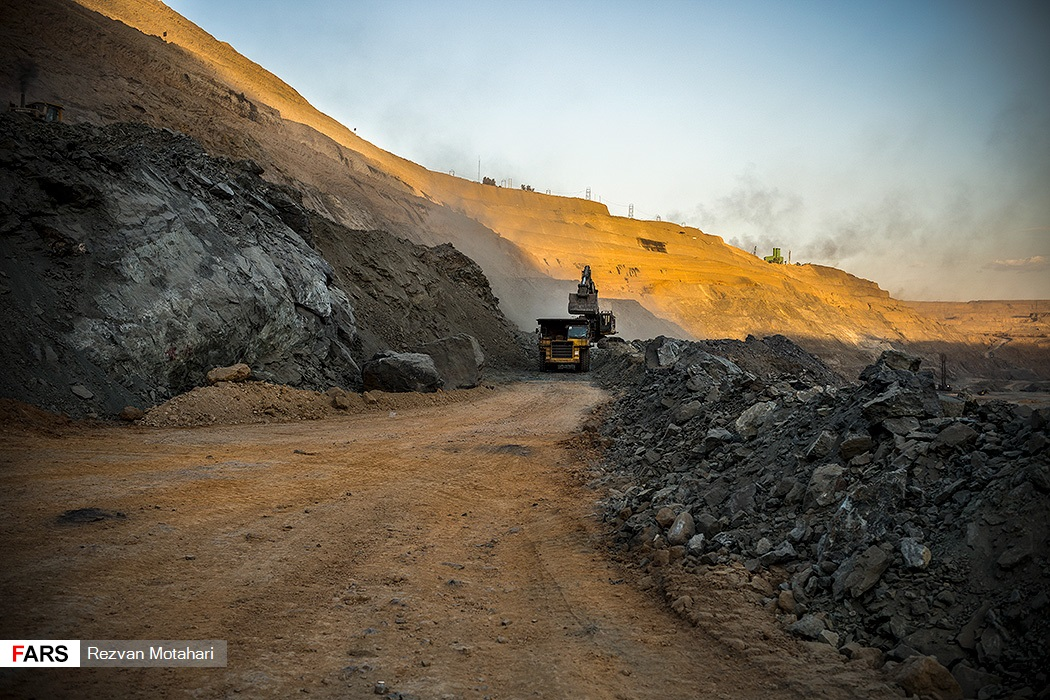
معدن گل‌گهر در نزدیکی سیرجان، بزرگترین معدن سنگ‌ آهن ایران است

در سال ۲۰۰۹، ایران ۲۵٫۵ میلیون تن سنگ آهن (سنگ آهن، کلوخه و کنسانتره) تولید کرد. ارزیابی سازمان زمین شناسی آمریکا، ایران را در رتبه هشتمین تولیدکننده سنگ آهن با تولید ۳۳ میلیون تن در سال ۲۰۰۹ قرار داد. چادرملو و سنگ آهن گل گهر، دو تا از بزرگ‌ترین معادن سنگ آهن ایران اند (بیش از ۸۰٪ تولید سنگ آهن ایران را به خود اختصاص داده‌اند).

## موقعیت جهانی ایران در منابع معدنی
ایران با داشتن یک درصد جمعیت جهان بیش از ۷ درصد منابع معدنی دنیا را در اختیار دارد.
ذخایر زیرزمینی و معدنی مهم ایران عبارت هستند از:
- نفت
- گاز طبیعی
- آهن
- مس
- طلا
- نقره
- روی
- سرب
- کرومیت
- منگنز
- تیتانیم
- اورانیم
- لیتیوم
- زغال‌سنگ
- قلع
- سنگ‌های قیمتی مانند فیروزه
- گچ
- نمک
- مواد شیمیایی پوسر (ماده ای که برای درمان استفاده می‌شود)
- مونجید